# دانشگاه آزاد زامبیا
دانشگاه آزاد زامبیا (به لاتین: Zambian Open University) یک دانشگاه در زامبیا است که در لوساکا واقع شده‌است.